# Le Pin-au-Haras
Le Pin-au-Haras är en kommun i departementet Orne i regionen Normandie i nordvästra Frankrike. Kommunen ligger i kantonen Exmes som tillhör arrondissementet Argentan. År 2022 hade Le Pin-au-Haras 253 invånare.

## Befolkningsutveckling
Antalet invånare i kommunen Le Pin-au-Haras
| Referens: INSEE |